# Рид, Энрике
Энрике Рид Валенсуэла (исп. Enrique Reed Valenzuela, 1 августа 1915 — 11 мая 1958) — чилийский шахматист.
Чемпион Чили 1932 г.
В составе сборной Чили участник шахматной олимпиады 1939 г. (разгромную победу над Г. Даниэльссоном для испанского журнала "Gran Ajedrez" позже прокомментировал чемпион мира А. А. Алехин. Алехин назвал Рида «одним из открытий олимпиады»).
Участник нескольких крупных турниров, проводившихся на территории Южной Америки.

## Спортивные результаты
| Год  | Город          | Соревнование                            | +  | − | = | Результат | Место |
| ---- | -------------- | --------------------------------------- | -- | - | - | --------- | ----- |
| 1932 |                | Чемпионат Чили                          |    |   |   |           | 1     |
| 1939 | Буэнос-Айрес   | VIII Олимпиада (сборная Чили, запасной) | 10 | 5 | 1 | 10½ из 16 |       |
| 1944 | Мар-дель-Плата | Международный турнир                    | 2  | 7 | 6 | 5 из 15   | 13—14 |
| 1945 | Винья-дель-Мар | Международный турнир                    | 4  | 6 | 3 | 5½ из 13  | 10    |
| 1947 | Винья-дель-Мар | Международный турнир                    | 1  | 6 | 3 | 2½ из 10  | 10—11 |